# Lars Kagg

Lars Kagg 1623

Lars Kagg (* Mai 1595 in Västergötland, Schweden; † 19. November 1661 in Stockholm) war ein schwedischer Feldmarschall und Politiker. 

## Frühe Jahre
Sein Vater Chamberlaine Nils Matthisson Kagg war im Besitz des Gutes Fjällskäfte. 
Lars Kagg kam mit 14 Jahren an den Hof des schwedischen Königs Karl IX. und wurde ab 1611 Kammerpage des siebzehnjährigen Kronprinzen Gustav Adolf, der noch im gleichen Jahr, nach dem Tod seines Vaters als Gustav II. Adolf König von Schweden wurde. Lars Kagg nahm 1618 / 1620 an der Reise teil, die Gustav Adolf unter falschen Namen durch Deutschland unternahm, um die dortigen Verhältnisse kennen zu lernen. 
Nachdem er bereits 1616 bei dem berühmten Feldherren Moritz von Oranien erste Einblicke in das Militärwesen gewonnen hatte, begann er 1626 seine militärische Karriere in Schweden.

## Kämpfe in Niedersachsen
Als im Juli 1630 ein schwedisches Heer mit 13000 Mann unter König Gustav Adolf auf Usedom landete, war Lars Kagg als Kommandeur eines Regiments aus 8 Kompanien von Fußsoldaten beteiligt. Im Januar 1632 war er mit seinem Regiment im Heer des schwedischen Generals Johan Banér an der Besetzung von Magdeburg beteiligt. Im Februar 1632 als das schwedische Heer unter Gustav Adolf den Zug nach Süden begann, blieb Lars Kagg auf Anweisung von Gustav Adolf als Kommandeur eines Heeres von 6000 Mann mit dem Titel Lüneburgischer Generalmajor in Niedersachsen stationiert. Dort sollte er gemeinsam mit Herzog Georg von Lüneburg, Landgraf Wilhelm von Hessen und Feldmarschall Åke Tott das Land Niedersachsen gegen die katholischen Truppen des bayerischen Generalfeldzeugmeisters Graf Gronsfeld behaupten. In der Schlacht bei Hessisch Oldendorf im Sommer 1633 spielte die schwedische Heeresgruppe unter Generalmajor Lars Kagg eine entscheidende Rolle und sicherte den Ausgang der Schlacht zu Gunsten der protestantischen Truppen.

## Kämpfe in Franken und Bayern
Anfang Oktober 1633 erhielt Lars Kagg eine Anweisung vom Kommandeur des schwedischen Heeres in Bayern Bernhard von Sachsen-Weimar, aus Niedersachsen über Franken an die Donau zu ziehen, um den geplanten Angriff auf die Oberpfalz und donauabwärts auf die Stadt Regensburg zu unterstützen. Kagg kam Mitte Oktober 1633 mit 38 Kompanien zu Ross und 34 Kompanien zu Fuß (insgesamt ca. 4500 Mann) in Franken an und lagerte zunächst bei Schweinfurt. Kagg selbst kommandierte das aus 1100 Mann in 16 Kompanien bestehende „Gelbe Regiment“ (ehemaliges Leibregiment von Gustav Adolf). Seine Soldaten waren disziplinlos, tyrannisierten die Bevölkerung und hatten im Bistum Fulda ganze Dörfer in Brand gesteckt. Der Marsch wurde über Haßfurt, Windsheim und Ansbach fortgesetzt nach Gunzenhausen, wo die Vereinigung mit den Truppen von Taupadel, stattfand, während das schwedische Hauptheer unter Herzog Bernhard von Sachsen-Weimar südlich bei Neuburg an der Donau stand. Beide schwedischen Teil-Heere konnten nicht verhindern, dass die geographisch zwischen ihnen liegende, von schwedischen Truppen gehaltene Willibaldsburg bei Eichstätt zur gleichen Zeit von bayerischen Truppen unter Oberst Johann von Werth zurückerobert wurde.
Ende Oktober 1633 wurde der Feldzug des schwedischen Heeres donauabwärts nach Regensburg fortgesetzt. Der Feldzug wurde zum Höhepunkt der Kämpfe um Regensburg und endete nach kurzer Belagerung am 15. November mit der Übergabe der Stadt Regensburg und dem Abzug der bayerischen Besatzungstruppen unter dem Stadtkommandanten Troibreze. Als neuer Stadtkommandant wurde Lars Kagg eingesetzt und erhielt die Aufgabe, die eroberte Stadt durch neue Befestigungsanlagen gegen den von Norden her aus Böhmen zu erwartenden Gegenangriff von kaiserlichen und bayerischen Truppen zu befestigen und zu halten, während von Bernhard von Sachsen-Weimar selbst donauabwärts Richtung Straubing weiterzog.
Bald nach der Eroberung der Stadt bekam Kagg von Herzog Bernhard den Auftrag, die in unmittelbarer Nähe von Regensburg befindliche Burg Donaustauf zu erobern, weil deren bayerische Besatzung immer wieder Lebensmittel- und Salz-Transporte überfiel, die von Straubing nach Regensburg geschickt wurden. Mehrere verlustreiche Eroberungsversuche misslangen den Truppen von Kagg, bevor eine von Bernhard heranbeorderte Verstärkungseinheit unter Oberst Claus Hastver die Aufgabe bewältigte und die Burg total zerstörte.

## Bau von Befestigungsanlagen in Stadtamhof
Nach dem Abzug von Herzog Bernhard begann Kagg sofort mit dem Bau von Befestigungsanlagen am Nordufer der Donau. Betroffen waren die Gebiete der bisher von Zerstörungen verschont gebliebenen bayerischen Orte Stadtamhof, Weichs, Steinweg und Reinhausen und die Donauinseln Oberer Wöhrd und Unterer Wöhrd, auf denen Schanzen errichtet wurden.
In Stadtamhof wurde der nördliche Brückenkopf der Steinernen Brücke durch ein Hornwerk zusätzlich geschützt. Der Fluss Regen, der bei Reinhausen in die Donau mündet, bildete eine natürliche Barriere für den Zugang zur Steinernen Brücke. Diese Barriere wurde mit zusätzlichen Schanzen verstärkt. Die Brücke über den Regen wurde als Zugang zum Ort Reinhausen belassen, aber auf dem Ostufer bei Reinhausen mit einem durch ein Hornwerk verstärkten Brückenkopf gesichert.
Mit Ausnahme der Schanzen auf dem Oberen Wöhrd erwiesen sich alle von Kagg errichteten Befestigungsanlagen bei den späteren Kämpfen um Regensburg als sehr effektiv und konnten trotz vielfacher Angriffe nicht überwunden werden, so dass das kaiserliche Heer bald dazu überging, die Donau zu überqueren und die Stadt auch von Süden her anzugreifen.
Kagg wurde damit zum schwedischen Befehlshaber beim Kampf um Regensburg. Der Kampf dauerte bis Ende Juli 1634 und endete mit dem Verlust der Stadt nach 2-monatiger Belagerung durch das kaiserlich-bayerische Heer unter dem Oberbefehl des Kronprinzen und späteren Kaisers Ferdinand III. Im Zusammenwirken mit dem Rat der Stadt konnte Kagg einen für die Schweden und besonders für die Stadt Regensburg günstigen Übergabevertrag aushandeln, der die Stadt unter kaiserliche und nicht unter bayerische Verwaltung brachte.

## Militärische Karriere und Lebensende
Trotz der Niederlage bei Regensburg wurde die Stellung von Kagg als Generalmajor 1635 bestätigt, um seinen zwar erfolglosen aber bravourösen Abwehrkampf zu würdigen. 
Im Jahr 1636 wurde Kagg zum schwedischen Kriegsrat und 1641 zum Reichsrat bestellt, 1648 avancierte er zum Feldmarschall. Unter dem späteren König von Schweden Karl X. Gustav nahm Kagg an dessen Polenfeldzug teil und 1659 auch an dem wagemutigen und erfolgreichen Angriff gegen Dänemark.
Lars Kagg starb am 19. November 1661 in Stockholm. Seine Witwe ließ für ihren verstorbenen Ehemann in der Kirche Floda kyrka (Södermanland) eine Grabkapelle errichten.